# Medinilla mannii
Medinilla mannii là một loài thực vật có hoa trong họ Mua. Loài này được Hook. f. mô tả khoa học đầu tiên năm 1871.